# Schlacht bei Neuwied
1792

Porrentruy – Marquain – Quiévrain – Verdun – Thionville – Valmy – Lille – Mainz (1792) – Jemappes
1793

Aldenhoven I – Namur – Neerwinden – Mainz (1793) – Famars – Valenciennes (1793) – Arlon (1793) – Hondschoote – Meribel – Avesnes-le-Sec – Pirmasens – Toulon – Fontenay-le-Comte – Cholet – Lucon – Trouillas – Dünkirchen – Le Quesnoy – Menin I – Wattignies – Weißenburg I – Biesingen – Kaiserslautern I – Weißenburg II
1794

Boulou – Landrecis – Menin II – Mouscron – Martinique – Guadeloupe – Tourcoing – Tournai – Kaiserslautern II – San-Lorenzo de la Muga – 13. Prairial – Fleurus – Kaiserslautern III – Vosges – Aldenhoven II
1795

Cornwallis’ Rückzug – Genua – Groix – Hyeres – Handschuhsheim – Mainz (1795) – Mannheim – Loano
1796

Montenotte – Millesimo – Dego – Mondovì – Lodi – Borghetto – Castiglione – Mantua – Siegburg – Altenkirchen – Wetzlar – Kircheib – Kehl – Kalteiche – Friedberg  – Malsch – Neresheim – Sulzbach – Deining – Amberg – Würzburg – Neufundland – Rovereto – Bassano – Limburg – Biberach I – Emmendingen – Schliengen – Caldiero – Arcole – Irland
1797

Fall von Kehl – Rivoli (1797) – St. Vincent – Diersheim – Santa Cruz – Neuwied – Camperduin
Die Schlacht bei Neuwied wurde im Verlauf des Ersten Koalitionskriegs am 18. April 1797 in der Umgebung von Neuwied und Bendorf ausgetragen. Sie endete mit einem bedeutenden Sieg der Truppen des revolutionären Frankreich unter General Louis Lazare Hoche gegen die habsburgische Kaiserliche Armee unter dem General Paul Kray von Krajowa.

## Die Tage vor der Schlacht
Schon im Herbst 1796 war Neuwied Ort kriegerischer Handlungen. Der Londoner Observer berichtet davon, dass
„eine große Zahl von Österreichern versehentlich getötet wurden, durch Geschütze vom Ehrenbreitstein über der Moselbrücke; die österreichischen Artilleriesoldaten hatten in der Dunkelheit der Nacht die Franzosen mit ihren Kameraden verwechselt. Kein einziger österreichischer Offizier wurde als Gefangener in die Stadt gebracht.“
In dieser Zeit gab es einen Wechsel in der Generalität der Franzosen: Louis Lazare Hoche löste den 10 Jahre älteren Jean-Baptiste Kléber ab.
Die Schlacht von Neuwied war Folge der Unternehmung von General Hoche, am frühen Morgen des 18. April 1797 bei Neuwied mit 40.000 Soldaten auf das rechte Rheinufer überzusetzen. Zu diesem Zeitpunkt rechnete die Kaiserliche Armee nicht mit einem Angriff, da sie über die laufenden Friedensverhandlungen in Loeben informiert war. Mit der Verteidigung des Westerwaldes wurde General Franz von Werneck beauftragt. Ihm unterstanden 28.841 Soldaten, die über den gesamten Westerwald verteilt waren. Ein Reservekorps von 5000 Soldaten befand sich bei Rüsselsheim, weitere 13.400 befanden sich in der Festung Mainz und 2.400 in der Festung Ehrenbreitstein. Bei Neuwied stand der linke Flügel der Armee unter dem Befehl Paul Krays. Die 8.000 Mann unter seinem Befehl verteilten sich am Vorabend der Schlacht zu 4.000 Soldaten bei Neuwied und 4.000 weiteren bei Dierdorf.
Nach der Aufkündigung des Waffenstillstandes am 13. April bereitete sich die französische Armee auf den Rheinübergang vor. In der Nacht vom 17. auf den 18. April überquerten die Franzosen den Rhein und formierten sich zwischen Neuwied und Bendorf. Noch am Morgen hatte Kray auf Verhandlungen gehofft.

## Schlachtverlauf

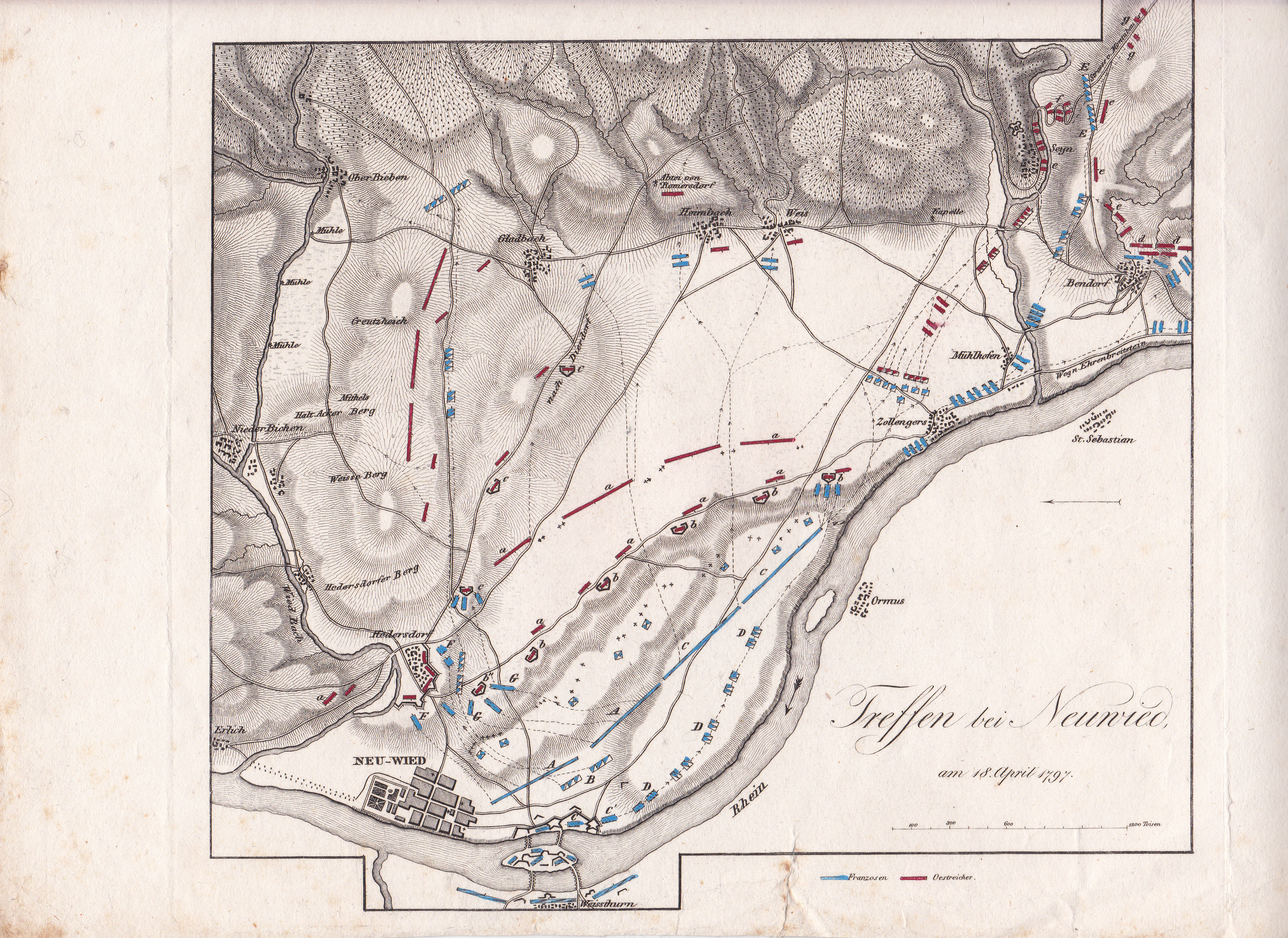
Schlacht von Neuwied 18. April 1797

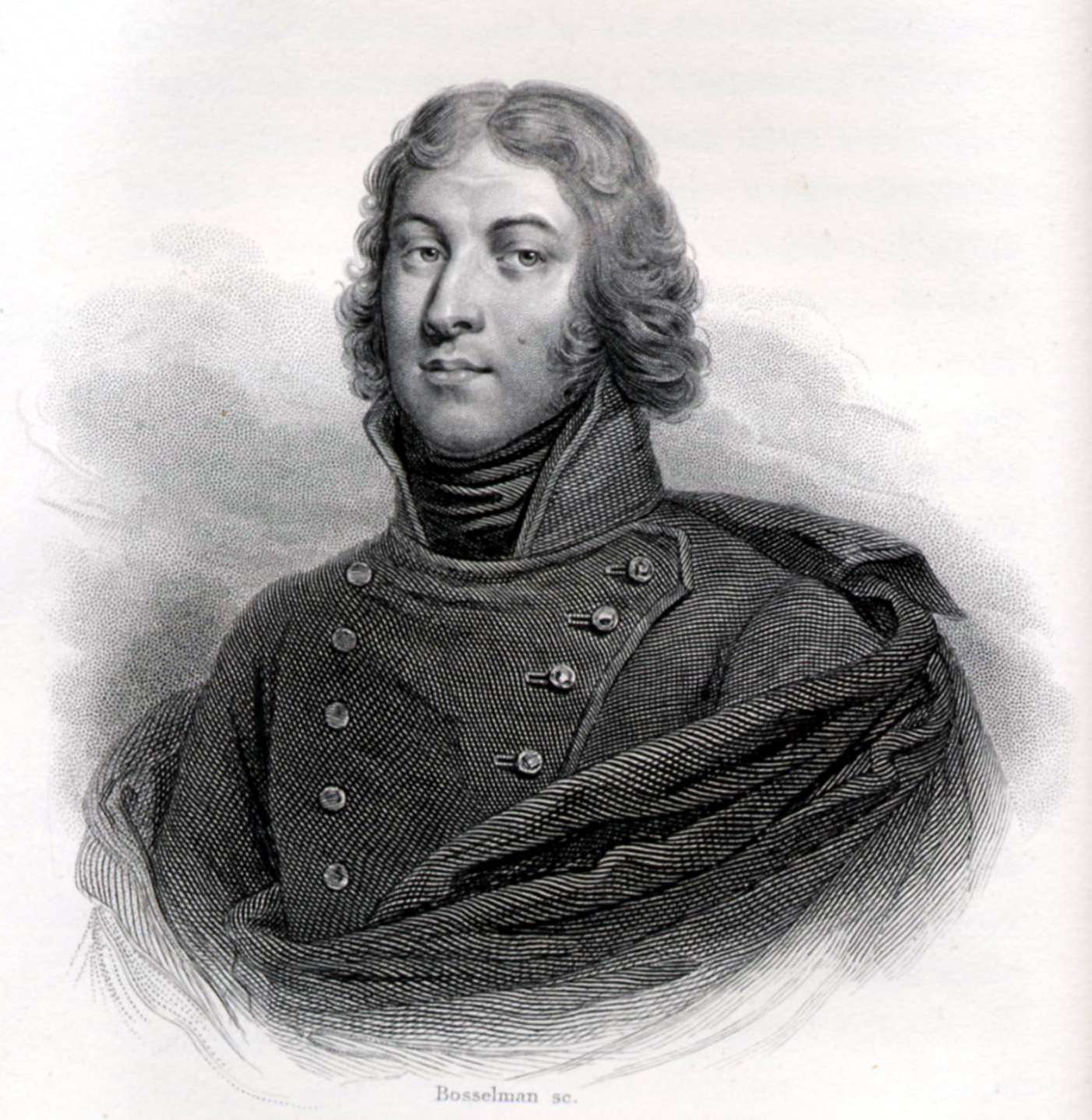
Obergeneral Lazare Hoche 1797 Befehlshaber der Sambre- und Maas-Armee

Der Kampf wurde um 8:00 Uhr durch eine beidseitige Kanonade eröffnet. Nach mehreren Angriffen gegen die gegnerische Schlüsselposition auf der rechten Flanke, in der Nähe des Ortes Bendorf, gelang es der französischen Infanterie, unterstützt durch mehrere Schwadronen berittener Jäger, die Österreicher aus dieser Position zu verdrängen. Ein Frontalangriff der französischen Kavallerie vertrieb die Österreicher auch aus dem Ort Sayn. Hoche befahl dann einer Abteilung unter Antoine Richepanse die Verfolgung der sich zurückziehenden Österreicher. Richepanses Truppen erkämpften dabei sieben Kanonen, fünfzig Munitionswagen und fünf österreichische Fahnen. Der französischen Infanterie, unterstützt durch die Gewehre der Einheiten von François Joseph Lefebvre, gelang es, die Österreicher aus Zollengers zu vertreiben, was letztendlich die Niederlage des österreichischen linken Flügels bedeutete.
Während der französische rechte den österreichischen linken Flügel angriff, startete Hoche einen zweiten Angriff, dieses Mal auf das österreichische Zentrum. Nach einem Artillerie-Trommelfeuer griffen die Grenadiere des Generals Paul Grenier die Befestigungen von Heddesdorf an und nahmen das Dorf in einer Bajonettattacke, während die Husaren von Michel Ney das österreichische Zentrum von links umfassten und zwangen, sich zurückzuziehen.

## Ausweitung

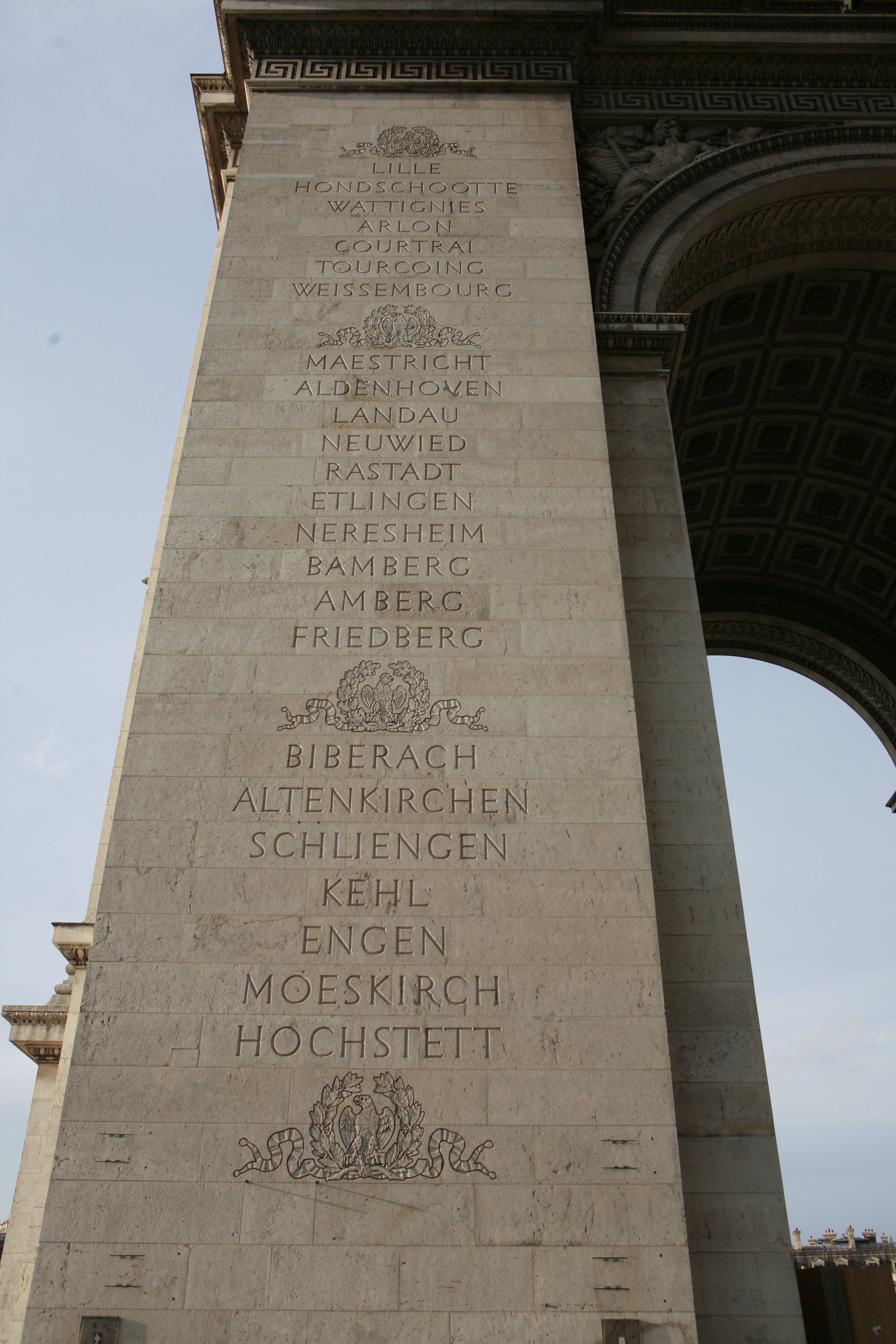
Die Schlacht von Neuwied vermerkt am Triumphbogen in Paris

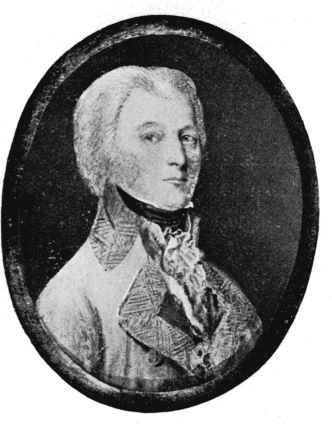
Feldzeugmeister Paul Kray von Krajowa, Befehlshaber der kaiserlichen Truppen in Neuwied

Nachdem er durch Richepanse zurückgedrängt worden war, gelang es Kray, seine Truppen zu sammeln und sich zurückzuziehen. Um dem zu begegnen, bot Hoche die Grenadiere von Grenier, mehrere Dragonerschwadronen und die Husaren von Ney auf. Dieser verfolgte die Fliehenden bis nach Dierdorf. Dort stieß er auf die Nachhut der Österreicher. Nach diesem Angriff brach der österreichische linke Flügel zusammen und in der Verfolgung wurden zahlreiche Österreicher gefangen genommen. Dem französischen linken Flügel unter Jean-Étienne Championnet gelang es zeitgleich, die Österreicher aus Altenkirchen und Uckerath zu verdrängen.
Am Folgetag 19. April 1797 rückten die französischen Truppen weiter vor. Es kam zu Gefechten mit der zurückziehenden kaiserlichen Armee bei Kirburg, Molsberg, Nassau, Diez und Zollhaus. Limburg an der Lahn wurde vom rechten Flügel der französischen Armee kampflos besetzt. Der linke Flügel setzte am 20. April die Verfolgung der Kaiserlichen fort, bei Roth kam es zu Gefechten mit deren Nachhut. Kray gelang es jedoch die kaiserlichen Truppen zu formieren und sich geschlossen über Gießen in Richtung Frankfurt am Main zurückzuziehen. Bis zum Abend hatte die französische Armee, trotz Gegenwehr, den Westerwald bis zur Dill und den nordwestlichen Taunus besetzt. Am 21. April kam es im Taunus und bei Wetzlar zu mehreren Gefechten, bei denen die französische Armee bis Rüsselsheim vorrücken konnte. Am nächsten Tag besetzte die französische Armee Wiesbaden und bereitete die Erstürmung von Frankfurt vor. Dieses musste sie jedoch abbrechen, da Hoche nun offiziell über den Vorfriedensabschluss zu Loeben informiert wurde.

## Ergebnis
Die österreichische Armee verlor 3.000 Männer im Kampf und weitere 7.000 Männer wurden in der Folge gefangen genommen. Die Franzosen gewannen siebenundzwanzig Kanonen und sieben österreichische Fahnen, im Ergebnis ein wichtiger Erfolg gegen die Österreicher. Hoches erfolgreiche Offensive wurde durch die Verhandlungen beendet, die zum Vorfrieden von Leoben führten. Die Schlacht von Neuwied ist auf dem Arc de Triomphe in Paris vermerkt.
Am 18. April morgens um acht Uhr fand der letzte Versuch zwischen den Generälen Kray und Lefebvre in einer Unterhandlung das ungleiche Treffen zu vermeiden statt. Als sich schon ein großer Teil der Franzosen in Schlachtordnung auf der rechten Rheinseite aufgestellt hatte, war Hoche allenfalls zu einem Waffenstillstand bereit, wenn die Österreicher den Ehrenbreitstein und das Gebiet zwischen der Lahn und der Sieg sofort räumen würden. Kray, der die kaiserlichen Truppen vor dem Brückenkopf Neuwied kommandierte und bis zuletzt mit einer Verlängerung des Waffenstillstandes gerechnet hatte, konnte diese überhebliche Forderung nicht akzeptieren und musste den Kampf aufnehmen. Der Waffenstillstand von Loeben wurde in der Nacht vom 17. zum 18. April 1797 geschlossen. Die Truppen am Rhein erfuhren jedoch erst am 22. April gegen 13:30 durch den Boten Joseph Bellin hiervon. Am 24. April einigten sich Hoche und Werneck im Frankfurter Roten Haus vertraglich auf die Demarkationslinie zwischen ihren Armeen. Später wurde Kray sehr zum Vorwurf gemacht, durch einen rechtzeitigen Rückzug hätten das ungleiche Treffen und die gewaltigen Verluste vermieden werden können.
Die Schlacht bei Neuwied war eine der furchtbarsten Niederlagen, die ein österreichisches Armeekorps bis zu diesem Zeitpunkt erlitten hatte. Am Kaiserhof zu Wien war man der Ansicht, dass Werneck und Kray nicht die nötigsten Maßregeln gegen einen Rheinübergang der Franzosen getroffen hätten. Der Hofkriegsrat ging mit Werneck noch glimpflich um – anstatt ihn vor ein Kriegsgericht zu stellen – wurde er mit halbem Gehalt zwangspensioniert.
Im besetzten rechtsrheinischem Gebiet wurde mit der Régence de Hachenburg eine Besatzungsbehörde eingerichtet. Diese unterstand der Comission intermédiaire in Bonn. Die Aufgabe der, im Volksmund, als Plünderungskommisäre bezeichneten Armeebeamten war die Eintreibung von Kriegskontributionen. Die Forderung war von Hoche auf 3,75 Millionen Livres für das Gebiet zwischen Sieg, Rhein, Main und Nidda sowie 1,8 Millionen Livres für das besetzte Herzogtum Berg festgesetzt worden. Die nicht mit dem Friedensvertrag vereinbarte Behörde wurde im Juli des gleichen Jahres wieder aufgehoben.